# Сюйпу
Сюйпу́ (кит. упр. 溆浦, пиньинь Xùpǔ) — уезд городского округа Хуайхуа провинции Хунань (КНР).

## История
Во времена империи Хань в 202 году до н. э. здесь был создан уезд Илин (义陵县). В 30 году он был присоединён к уезду Чэньян.
Во времена империи Тан в 622 году земли бывшего уезда Илин были выделены из уезда Чэньси (когда-то носившего название «Чэньян») в отдельный уезд, получивший название «Сюйпу» в честь реки Сюйшуй.
После образования КНР в 1949 году был создан Специальный район Юаньлин (沅陵专区), и уезд вошёл в его состав. 2 сентября 1952 года Специальный район Юаньлин был расформирован, и уезд вошёл в состав нового Специального района Чжицзян (芷江专区), который уже 13 ноября был переименован в Специальный район Цяньян (黔阳专区). В 1970 году Специальный район Цяньян был переименован в Округ Цяньян (黔阳地区).
Постановлением Госсовета КНР от 30 июня 1981 года Округ Цяньян был переименован в Округ Хуайхуа (怀化地区).
Постановлением Госсовета КНР от 29 ноября 1997 года были расформированы округ Хуайхуа был преобразован в городской округ.

## Административное деление
Уезд делится на 18 посёлков и 7 волостей.